# Gourbesville
Ne doit pas être confondu avec Gouberville.
Gourbesville est une ancienne commune française du département de la Manche et de la région Normandie, devenue le 1er janvier 2016 une commune déléguée au sein de la commune nouvelle de Picauville, statut qu'elle perd le 1er janvier 2022, la fusion devenant totale.

## Toponymie
Le nom de la localité est attesté sous les formes Gausberti villa en 1060, Goisbervilla au XIIe siècle.
Voir Gouberville.

## Histoire

### Temps modernes
En 1567, Charlles Le Fournières, meneur de Guillaumme Le Fournières, sieur de Chiffrevat, est taxé pour ce fief de 50 solz dans le rôle des nobles et roturiers, au titre du ban et de l'arrière ban de la vicomté de Coutances, réalisé par Gilles Dancel, seigneur d'Audouville, lieutenant général du bailli de Cotentin, tenu à Coutances les 20-22 octobre. Le fief de Chiffrevast à Gourbesville, sixième de fief de haubert, était tenu de la baronnie d'Orglandes.

### Époque contemporaine

#### Seconde Guerre mondiale
En juin 1944, Gourbesville a été l'une des communes cibles de la 82e division aéroportée lors de l'opération Boston et l'une des toutes premières impliquées dans la bataille des Haies. Beaucoup d'Américains et d'Allemands y ont péri.
Un monument a été érigé en l'honneur des 300 soldats américains de la 82e division aéroportée et de la 90e division d'infanterie tombés à Gourbesville.

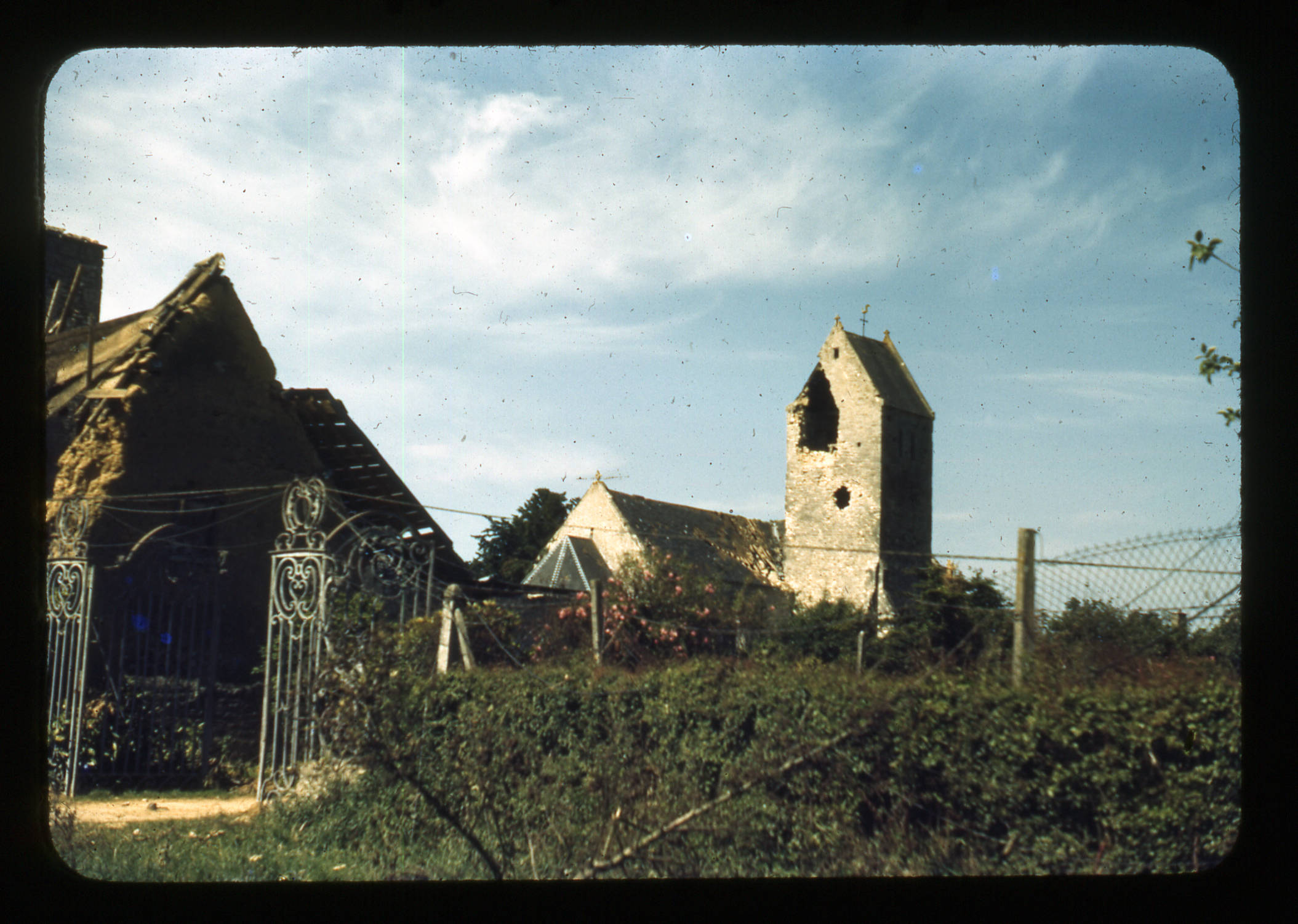
Dommages causés par la Seconde Guerre mondiale.
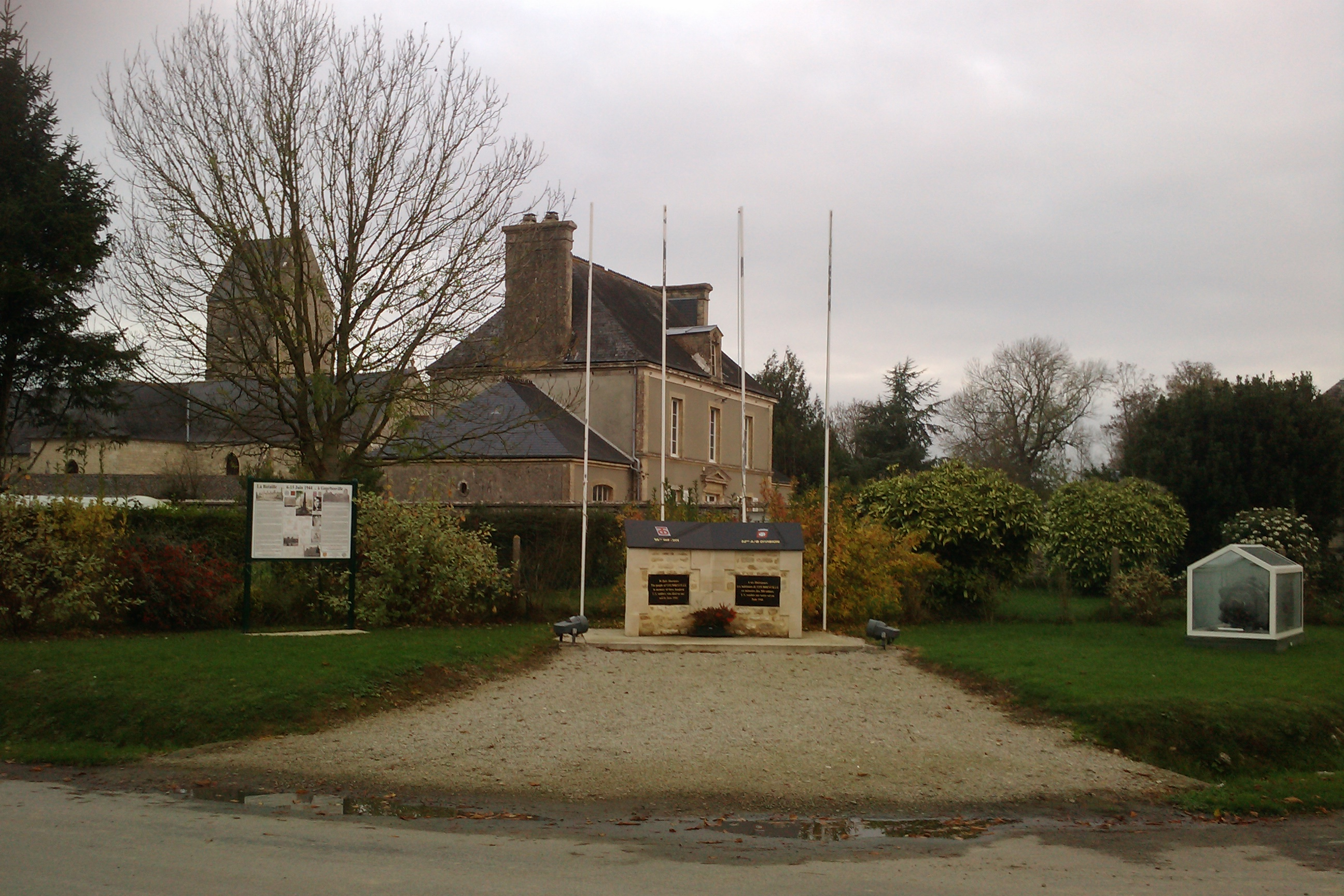
Le monument en l'honneur de la 90e division d'infanterie et de la 82e division aéroportée.

#### XXIesiècle
Par décision du conseil de la commune nouvelle de Picauville, le statut de commune déléguée est supprimé à partir du 1er janvier 2022.

## Politique et administration
| Période                                                                                    | Période        | Identité                    | Étiquette | Qualité         |
| ------------------------------------------------------------------------------------------ | -------------- | --------------------------- | --------- | --------------- |
| 1793                                                                                       | 1797           | Jean Blaisot                |           | Officier public |
| 1797                                                                                       | 1800           | Bon Lemarchand              |           | Officier public |
| 1795                                                                                       | 1799           | Charles Bérot               |           |                 |
| 1800                                                                                       | 1813           | J. Bernardin Franchomme     |           |                 |
| 1813                                                                                       | 1815           | Hervé Lenfant               |           |                 |
| 1815                                                                                       | 1816           | J.F. Gilles Franchomme      |           |                 |
| 1816                                                                                       | 1821           | Louis Viel                  |           |                 |
| 1821                                                                                       | 1868           | Joseph Guillaume Franchomme |           |                 |
| 1868                                                                                       | 1876           | Paul Bouffard               |           |                 |
| 1876                                                                                       | 1889           | Charles Blaizot             |           |                 |
| 1889                                                                                       | 1934           | Alphonse Levavasseur        |           |                 |
| 1934                                                                                       | 1945           | Michel Delaune              |           |                 |
| 1945                                                                                       | 1947           | Gustave Dufresne            |           |                 |
| 1947                                                                                       | 1961           | Louis Flaux                 |           |                 |
| 1961                                                                                       | 1968           | Michel Delaune              |           |                 |
| 1968                                                                                       | 1995           | Henri Lévesque              |           |                 |
| juin 1995                                                                                  | 3 octobre 2009 | Maurice Gidon               | SE        | Agriculteur     |
| 2009                                                                                       | mars 2014      | Gérard Gidon                | SE        |                 |
| mars 2014                                                                                  | déc. 2015      | Valérie Blandin             | SE        | Agricultrice    |
| Une partie des données est issue d'une liste établie par Jean Pouëssel et Jean-Noël Noury. |                |                             |           |                 |

| Période      | Période       | Identité         | Étiquette | Qualité      |
| ------------ | ------------- | ---------------- | --------- | ------------ |
| janvier 2016 | mai 2020      | Valérie Blandin  | SE        | Agricultrice |
| mai 2020     | décembre 2021 | Marylise Gervais | SE        | Agricultrice |

## Population et société
Les habitants de la commune sont appelés les Gourbesvillais.

### Démographie
En 2019, la commune comptait 166 habitants. Depuis 2004, les enquêtes de recensement dans les communes de moins de 10 000 habitants ont lieu tous les cinq ans (en 2006, 2011, 2016, etc. pour Gourbesville) et les chiffres de population municipale légale des autres années sont des estimations.
| 1793 | 1800 | 1806 | 1821 | 1831 | 1836 | 1841 | 1846 | 1851 |
| ---- | ---- | ---- | ---- | ---- | ---- | ---- | ---- | ---- |
| 597  | 589  | 622  | 579  | 581  | 555  | 556  | 527  | 497  |

| 1856 | 1861 | 1866 | 1872 | 1876 | 1881 | 1886 | 1891 | 1896 |
| ---- | ---- | ---- | ---- | ---- | ---- | ---- | ---- | ---- |
| 461  | 424  | 370  | 371  | 396  | 388  | 404  | 403  | 409  |

| 1901 | 1906 | 1911 | 1921 | 1926 | 1931 | 1936 | 1946 | 1954 |
| ---- | ---- | ---- | ---- | ---- | ---- | ---- | ---- | ---- |
| 405  | 376  | 355  | 310  | 302  | 300  | 275  | 233  | 247  |

| 1962 | 1968 | 1975 | 1982 | 1990 | 1999 | 2006 | 2011 | 2016 |
| ---- | ---- | ---- | ---- | ---- | ---- | ---- | ---- | ---- |
| 229  | 243  | 210  | 167  | 144  | 156  | 175  | 172  | 171  |

| 2019 | - | - | - | - | - | - | - | - |
| ---- | - | - | - | - | - | - | - | - |
| 166  | - | - | - | - | - | - | - | - |

## Économie
La commune se situe dans la zone géographique des appellations d'origine protégée (AOP) Beurre d'Isigny et Crème d'Isigny.

## Culture locale et patrimoine

### Lieux et monuments
- Manoir de la Cour de Gourbesville ou « petit château » des XVIe, XVIIe – XXe siècles. Incendié en 1944, il a été reconstruit après la Seconde Guerre mondiale. Un de ses accès passe par une barrière charretière. Le manoir est daté du XVe siècle[16] avec de nombreux remaniements jusqu'à une période récente. Les bâtiments annexes arborent d'intéressant décors. Cet ensemble disparate est dans sa plus grande partie postérieure à 1500. Seule la tour carrée de l'entrée pourrait être médiévale[17]. L'édifice est inscrit à l'Inventaire général du patrimoine culturel[18].
- Église paroissiale Notre-Dame (le transept nord lui est consacré), Saint-Hermeland, de style gothique des XIVe, XVe et XVIIIe siècles avec ses trois autels du XVIIIe siècle, inscrite en 1986 à l'Inventaire général du patrimoine culturel[19]. Sur le mur extérieur de la sacristie, en trois endroits, sont insérées les armes, entourées de l'ordre de Saint-Michel, de Pierre Davy, marquis d'Amfreville, gentilhomme de la Chambre du Roi : d'azur au chevron d'or accompagné de trois harpes de même, celles du chef adossées[20]. L'église abrite dans la niche nord du maître-autel la statue de saint Hermeland en abbé du 1er quart du XVIIe classée au titre objet aux monuments historiques[21], un groupe sculpté sainte Anne du XIVe, un Chemin de croix du XXe, un lutrin du XIXe, une Vierge à l'Enfant du XVe.

Dans le cimetière, sont conservées les pierres tombales d'Adélaïde-Anne-Thérèse du Mesnildot (1767-1807), filleule de l'amiral de Tourville, avec gravées, dans la pierre, ses armoiries : d'azur au chevron d'argent accompagné de trois croix d'or, 2 et 1, inscrite à l'Inventaire général du patrimoine culturel, et celle de son époux, Alexandre-Constantin de Saffray (1755-1817), capitaine de cavalerie, seigneur de Vimont : d'argent à trois fasces ondées de gueules.
- Croix de cimetière du XVIIIe siècle, et if funéraire.
- Le Temple.
- L'Amplière.
- La ferme Saint-Cyr du XVIIe siècle (1669) inscrite à l'Inventaire général du patrimoine culturel[24].
- L'ancien presbytère du XVIIIe siècle.

### Personnalités liées à la commune
- François Boudier (1704-1787), né à Gourbesville. Frère bénédictin en 1722, prieur de Saint-Vigor-de-Bayeux de 1742 à 1754, abbé de Saint-Martin de Sées de 1754 à 1760, prieur du Bec de 1760 à 1766, supérieur général de la congrégation de Saint-Maur de 1766 à 1772, grand prieur de l'abbaye de Saint-Denis où il est inhumé[10].